# コンソールサーバ

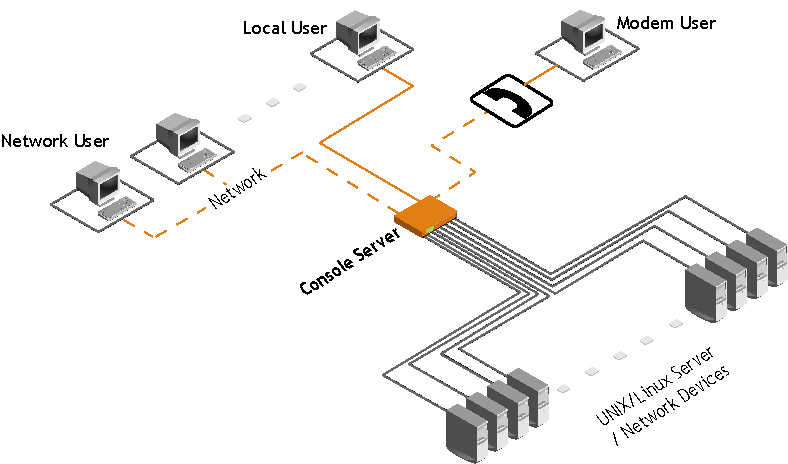
コンソールサーバの概念図

コンソールサーバ（英: Console server）とは、コンピュータ機器のコンソールにネットワーク経由でアクセスできるようにする機器またはサービスである。
最も典型的なコンソールサーバは、いくつかのシリアルポートを持ち、そこから各種機器（サーバ、ルーター、スイッチなど）のシリアルポートに接続する。そのように接続された機器のコンソールへのアクセスは、コンソールサーバに対してモデム経由でシリアル通信で接続するか、ネットワーク経由でTelnetやSSHのような端末エミュレータソフトウェアを使って接続する。これにより、遠隔のユーザーが各種機器のコンソールを操作できるようになる。
コンソールサーバ専用機器はいくつかの業者から様々な構成のものが販売されている。シリアルポート数は1から32以上まで各種存在し、内蔵されたソフトウェアの機能も様々である。
普通のコンピュータをコンソールサーバとして利用することも多い。その場合シリアルポートが多数必要であり、マルチポートの拡張カードを使用することが多い。また、オペレーティングシステムは余分な機能を省いたUnix系やLinuxが使われることが多い。性能もあまり要求されないため、使わなくなったコンピュータを利用することもでき、低コストで実現できる。しかも、専用機器と違って内蔵ソフトウェアも自由に設定変更できるという利点がある。それは例えば、各種セキュリティプロトコルや暗号方式を設定でき、コンソールをより安全に使えるようにするということも含んでいる。しかし、この方法はTCOが高くなり、信頼性や必要なスペースの面で不利である（コンソールサーバ専用機器は一般に1Uである）。